# Пробуждение (Курская область)
Пробуждение — посёлок в Фатежском районе Курской области России. Входит в состав Солдатского сельсовета.

## География
Посёлок находится на реке Журавчик (правый приток Руды в бассейне Усожи), в 95 км от российско-украинской границы, в 41 км к северо-западу от Курска, в 10 км к юго-западу от районного центра — города Фатеж, в 7,5 км от центра сельсовета — села Солдатское.
Климат
Пробуждение, как и весь район, расположено в поясе умеренно континентального климата с тёплым летом и относительно тёплой зимой (Dfb в классификации Кёппена).
Часовой пояс
Посёлок Пробуждение, как и вся Курская область, находится в часовой зоне МСК (московское время). Смещение применяемого времени относительно UTC составляет +3:00.

## Население
| 1979 | 1989 | 2002 | 2010 |
| ---- | ---- | ---- | ---- |
| 35   | ↘14  | ↘5   | ↗8   |

## Транспорт
Пробуждение находится в 8,5 км от автодороги федерального значения М2 «Крым» (Москва — Тула — Орёл — Курск — Белгород — граница с Украиной) как часть европейского маршрута E105, в 10,5 км от автодороги регионального значения 38К-038 (Фатеж — Дмитриев), в 0,5 км от автодороги межмуниципального значения 38Н-826 (Алисово-Покровское — Кофановка), в 33,5 км от ближайшего ж/д остановочного пункта 29 км (линия Арбузово — Лужки-Орловские).
В 161 км от аэропорта имени В. Г. Шухова (недалеко от Белгорода).